# رفع الملام عن الأئمة الأعلام
رفع الملام عن الأئمة الأعلام. كتاب صنفه ابن تيمية، دل عنوانه على مضمونه؛ رفع الملام عن الأئمة الأعلام، ذكر فيه أسباب اختلاف أعلام الأمة في بعض فروع مسائل الفقه الإسلامي، وأن ذلك لا ينقص من قدرهم وقيمتهم، ولم يكن لهوىً في نفوسهم.
وقد كان المحرض وراء كتابة هذا الكتاب هو الملامة التي كانت تصدر عن بعض الناس لبعض أعلام الأمة لمخالفتهم بعض أحاديث النبي ﷺ. فكان هدف هذا الكتاب هو رفع تلك الملامة عنهم، وتبرير موقفهم. فكان لا بد من توضيح الأمر للناس، وأن تلك الملامة قولٌ باطل.
ويختص ابن تيمية هنا أعلام الأمة، وليس أي طالب علم قد يخطأ ويتكرر منه الخطأ من نفسه.
وفي ذلك قال النبي ﷺ: ((القضاة ثلاثة: قاضيان في النار، وقاضٍ في الجنة. أما الذي في الجنة فرجل عرف الحق فعمل به، وأما اللذان في النار، فرجلٌ قضى للناس على جهل، ورجل علم الحق وقضى بخلافه)).
قال ابن تيمية في الكتاب:
| رفع الملام عن الأئمة الأعلام | وليعلم أنه ليس أحد من الأئمة يتعمد مخالفة رسول الله ﷺ، فإنهم متفقون اتفاقًا يقينيًا على وجوب اتباع النبي ﷺ وعلى أن كل أحدٍ من الناس يؤخذ من قوله ويترك إلا رسول الله ﷺ، لكن إذا وجد لواحد منهم قولٌ قد جاء حديث صحيح بخلافه، فلا بد له من عذرٍ لتركه. | رفع الملام عن الأئمة الأعلام |

## أهمية الكتاب
دافع فيه ابن تيمية عن منطقية حصول الاختلافات بين فتاوى أئمة الأمة الإسلامية، مما يعد أمرًا هامًا عند المسلمين، لضرورة ثبات ورسوخ تقوى وجدارة من يأخذون عنهم دينهم.
فجاء في كتاب الجرح والتعديل: (ومن أنفع ما أُلف في هذا الباب كتاب «رفع الملام عن الأئمة الأعلام»... فإنه جدير لو كان في الصين أن يُرحل إليه، وأن يعض بالنواجذ عليه، فرحم الله من أقام المعاذير للأئمة، وعلم أن سعيهم إنما هو إلى الحق والهدى).
وقال الشيخ عبد العزيز بن باز بخصوص أعذار الفقهاء: (كما بسط ذلك الإمام العلامة شيخ الإسلام ابن تيمية رحمه الله في كتابه الجليل «رفع الملام عن الأئمة الأعلام»، وقد أجاد فيه وأفاد، وأوضح أعذار أهل العلم فيما خالفوا من الشرع، فليراجع فإنه مفيد جدًا لطالب الحق).
وجاء في شرح سنن أبي داود: (والعلماء كتبوا في هذا المعنى كتابات واعتذارات عن الأئمة إذا وجدت أحاديث صحيحة تخالف ما رآه أحد منهم، ومن أحسن ما كتب في ذلك رسالة قيمة لابن تيمية رحمة الله عليه، اسمها «رفع الملام عن الأئمة الأعلام»).

## مواضيع الكتاب

### الأسباب التي ذكرها ابن تيمية لحصول الاختلاف
قسم ابن تيمية هذه الأعذار إلى ثلاثة أعذار رئيسية وهي:
1- عدم اعتقاده أن النبي ﷺ قاله.
2- عدم اعتقاده إرادة تلك المسألة بهذا القول.
3- اعتقاده أن ذلك الحكم منسوخ.
ثم فصل ابن تيمية تلك الأعذار إلى 10 أسباب وضحها في كتابه، وملخصها:
1- ألا يكون الحديث قد بلغه: ومن ذلك قصة ميراث الجدة، عندما سُئل عنها أبو بكر رضي الله عنه فقال: ما لكِ في كتاب الله من شيء، وما علمت لك في سنة رسول الله ﷺ من شيء، ولكن حتى أسأل الناس. فسألهم، فقام المغيرة بن شعبة ومحمد بن مسلمة رضي الله عنهما فشهدا أن النبي ﷺ أعطاها أعطاها.
2- أن يكون الحديث قد بلغه لكنه لم يثبت عنده:
فجاء في الكتاب: (فإن الأحاديث كانت قد انتشرت واشتهرت، لكن كانت تبلغ كثيرًا من العلماء من طريقٍ ضعيفة، وقد بلغت غيرهم من طرق صحيحة غير تل كالطرق، فتكون حجة من هذا الوجه، مع أنها لم تبلغ من خالفها من هذا الوجه).
3- اعتقاد ضعف الحديث باجتهاد قد خالفه فيه غيره:
فقد يرى أحدهما بأن محدث الحديث ضعيف، ويراه الآخر ثقة. ومن الأملة على ذلك إبراهيم بن محمد بن أبي يحيى أبو إسحاق المدني، فقد ضعفه أكثر المحدثين، بينما حسن رأيه الشافعي.
4- اشتراطه في خبر الواحد العدل الحافظ شروطًا يخالفه فيها غيره:
ومن ذلك اشتراط بعضهم عرض الحديث على الكتاب والسنة، واشتراط بعضهم أن يكون المحدث فقيهًا إذا خالف قياس الأصول، واشتراط بعضهم انتشار الحديث وظهوره إذا كان فيما تعم به البلوى...إلخ.
5- أن يكون الحديث قد بلغه وثبت عنده لكن نسيه:
ومن ذلك نسيان عمر بن الخطاب  لحديث التيمم حينما سُئل عن الرجل يجنب في السفر ولا يجد؟ فقال: لا يصلي حتى يجد الماء. فذكره عمار بحادثة حصلت معهما وأخبرا النبي ﷺ بها فقال لهما النبي: (إنما كان يكفيك هكذا) وضرب بيديه الأرض فمسح بهما وجهه وكفيه.
6- عدم معرفته بدلالة الحديث: وقد يكون هذا لوجود لفظٍ غريبٍ في الحديث قد يختلف تفسيره بين العلماء، كما في حديث: ((نهى النبي ﷺ عن المزابنة)). أو قد يكون اختلاف لغةٍ بين الأصل والعُرف، كما في النبيذ مثلًا، فكان يطلق مصطلح «نبيذ» على تحلية الماء (كمنقوع التمر).
7- الاعتقاد بأنَّ الدلالة في الحديث لا يؤخذ بها:
ولذلك أوجه عديدة ذكرها ابن تيمية، منها أن الأمر المجرد لا يقتضي الوجوب أو لا يقتضي الفور، أو أن المعرف باللام لا عموم له، أو أنَّ الأفعال المنفية لا تُنفى ذواتها ولا جميع أحكامها، وغير ذلك.
8- اعتقاده أن تلك الدلالة قد عارضها ما يدل أنها ليست مرادة: مثل معارضة العام بخاص، أو المطلق بمقيد، أو الأمر المطلق بما ينفي الوجوب إلى غير ذلك.
9- اعتقاده بأنَّ الحديث معارَض بما يدل على ضعفه أو نسخه أو تأويله بما يصلح أن يكون معارضًا.
10- معارضته بما يدل على ضعفه أو نسخه أو تأويله: مما لا يعتقد غيره بأن جنسه معارض، أو لا يكون في الحقيقة معارضًا راجحًا. ومن أمثلة ذلك معارضة كثير من الكوفيين أحاديث صحيحة بظاهر القرآن، واعتقادهم أنَّ ظاهر القرآن من العموم ونحوه مقدمٌ على نص الحديث.
ومن ذلك أيضًا دفع الخبر الذي فيه تخصيص لعموم الكتاب، أو تقييد لمطلقه، أو فيه زيادة عليه.
ومن ذلك أيضًا معارضة طائفة من المدنيين الحديث الصحيح بعمل أهل المدينة، بناءً على أنهم مجمعون على مخالفة الخبر، وأنَّ إجماعهم حجة مقدمة على الخبر، كمخالفة حديث خيار مجلس البيع. بينما ثبت خيار المجلس عند البخاري ومسلم.

### أحاديث الوعيد
ثم قام ابن تيمية في تتمة الكتاب بالحديث عن أحاديث الوعيد، وضرب بها أمثلةً على اختلاف العلماء فيها. وكيف خصصوا بعضها دون غيره. ومن ذلك حديث رسول الله ﷺ: ((إذا التقى المسلمان بسيفيهما فالقاتل والمقتول في النار)). وظاهره تحريم القتال بين المؤمنين. وذكر بعد ذلك: ثم إنا نعلم أن أهل الجمل وصفين ليسوا في النار، لأن لهما عذرًا وتأويلًا سائغًا في القتال، وحسنات منعت المقتضي أن يعمل عليه.
ومن الأمثلة الأخرى حديث: ((ثلاثة لا يكلمهم الله ولا ينظر إليهم يوم القيامة ولا يزكيهم ولهم عذابٌ أليم: رجلٌ على فضل ماء يمنعه ابن السبيل، فيقول الله له: اليوم أمنعك فضلي كما منعت فضل ما لم تعمل يداك...)).
واستفاض ابن تيمية في هذا، فطرح فيه مسائل وأسئلة متعددة للمناقشة، مع طرحه للإجابة عليها. وهي متعددة تحتاج الرجوع للكتاب وقراءته كُله، لا يمكن اختصارها.